# Garenne

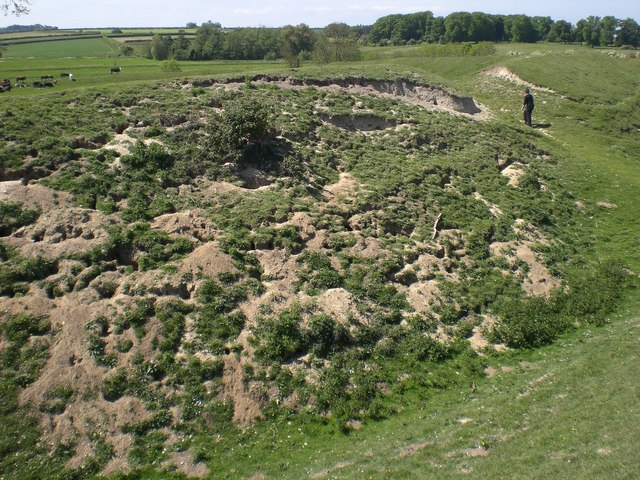
Erosie door konijnen

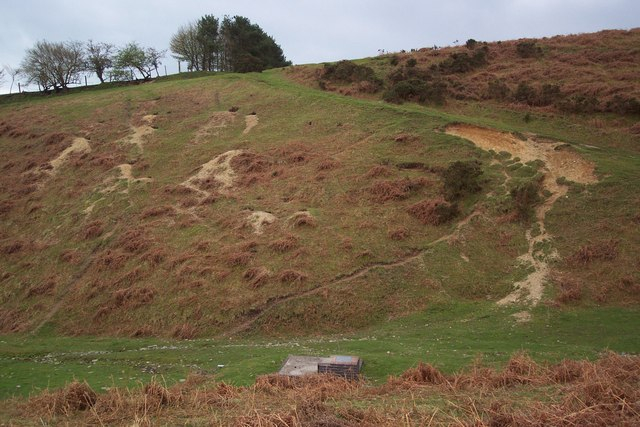
Garenne op de heide in Herefordshire

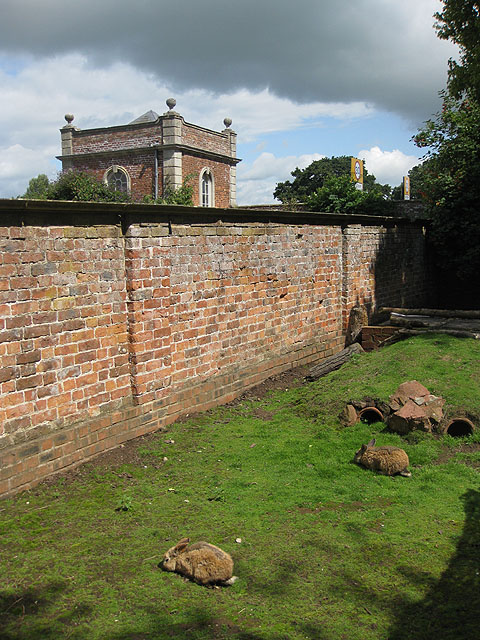
Reconstructie van een ommuurde garenne

Een garenne (leporarium) is een gebied dat wordt gedomineerd door konijnen.

## Geschiedenis
Oorspronkelijk was het een min of meer omsloten gebied waar halfwilde konijnen leefden met de bedoeling om vlees en bont te verkrijgen. Het bestond reeds in de romeinse tijd (leporaria) en werd overgenomen door de Franken. De Frankische adel bezat het jachtrecht en liet zelfs bepaalde gebieden omgrachten of ommuren om daar halfwilde hazen en konijnen voor de jacht te houden.
Opvolgende Franse koningen beperkten in de 14e, de 15e en de 16e eeuw de rechten om garennes te stichten of uit te breiden, en dit stimuleerde de domesticatie van het konijn tot tam konijn, dat in konijnenhokken werd gehouden.
Het adellijk recht om garennes te hebben werd afgeschaft in 1789.

## Heden
Tegenwoordig wordt met de garenne een landschapstype bedoeld dat wordt bepaald door de aanwezigheid van (veel) konijnen, zoals dat te vinden is in de duinen en sommige heidegebieden.
Het woord komt veel voor in de namen van Franse plaatsen, en het is ook een bepaald hondenras (chien de garenne), een hond die speciaal geschikt is voor de jacht op konijnen.